# Белый Великан
Белый Великан — порода крупных меховых кроликов мясо-шкуркового направления продуктивности; типичные белые альбиносы с красными глазами.

## История
Порода выведена в конце XIX — начале XX века в Германии и Бельгии путём длительной селекции кроликов-альбиносов породы Фландр, отличавшихся нежной конституцией, тонким костяком и хорошими вкусовыми качествами мяса.
В 1927 году завезённые в СССР кролики обладали низкой жизнеспособностью, узкой грудью, малой плодовитостью и плохими материнскими качествами, поэтому большая часть животных погибла, а выжившая часть животных была улучшена отечественными селекционерами путём отбора конституционально крепких животных с приливом свежей крови пород советская шиншилла и серый Великан с последующим отбором лучших альбиносов. В дальнейшем порода совершенствовалась методом чистопородного разведения.
Кроликов породы белый Великан использовали при выведении других пород: советская шиншилла, чёрно-бурый кролик.

## Описание

### Конституция
Конституция нежная и крепкая (тонкий крепкий костяк), крупная лёгкая голова с длинными широкими прямостоячими ушами. Туловище вытянутое, длиной до 60 см; спина узкая, прямая и длинная, иногда с лёгким перехватом за лопатками; пояснично-крестцовая часть длинная, но недостаточно широкая; круп широкий, округлый. Грудь глубокая, развитая и широкая в обхвате до 37 см; часто отмечается подгрудок и лёгкий перехват за лопатками. Голова продолговатая средних размеров (у самцов более округлая) с широкими длинными ушами. Конечности крепкие, прямые, длинные, широко поставлены. Индекс сбитости — менее 55 %.

### Мех, шкурка
Шкура, чисто белая без отметин, используется в натуральном виде и для имитации под меха ценных пушных зверей (морского котика, соболя и др.). Волосяной покров упругий, блестящий, густой. Количество волос на 1 см2 кожи — 17—23 тыс. штук.

## Разведение
Самки имеют хорошие материнские качества и высокую молочность, приносят 7—8 крольчат в помёте. Живой вес крольчат при рождении — 90 г, в возрасте 2 месяца — 1,5 кг, в 3 месяца — 2 кг, в 4 месяца — 2,6 кг; взрослые особи — 5,1 кг, рекордисты — 8 кг.
На 1 кг прироста живой массы кролики затрачивают 3—4 кг кормовых единиц (без учёта кормов, использованных родительскими особями).
Самцов используют для скрещивания с местными более мелкими породами и с меньшей продуктивностью.
Кроликов породы белый Великан разводят повсеместно, особенно много их в центральных и восточных районах России. Племенных кроликов этой породы продают основные зверосовхозы, хозяйства: «Бирюлинский» (Высокогорский район ТАССР), «Берсутский» (Мамадышский район ТАССР), «Восточный» (Бугульминский район ТАССР), «Заря» (Выборгский район Ленинградской области), «Знаменский» (Торопецкий район Калининской области), «Солнцевский» (Солнцевский район Курской области), «Сомовский» (г. Воронеж), «Кощаковский» (Пестречинский район ТАССР), «Луч» (Чистопольский район ТАССР), «Раифский» (Зеленодольский район ТАССР) и другие.

## Использование
Мясность кроликов средняя; кролики имеют отличный волосяной покров, поэтому их выращивают преимущественно для забоя на шкурку.